# Burolo
Burolo est une commune de la ville métropolitaine de Turin dans le Piémont en Italie.

## Administration
| Période                                  | Période  | Identité            | Étiquette    | Qualité |
| ---------------------------------------- | -------- | ------------------- | ------------ | ------- |
| 14 juin 2004                             | En cours | Piergiuseppe Cresto | lista civica |         |
| Les données manquantes sont à compléter. |          |                     |              |         |

### Communes limitrophes
Chiaverano, Torrazzo, Bollengo, Ivrea, Cascinette d'Ivrea